# Maurice Stevenson Bartlett
Maurice Stevenson Bartlett (Chiswick, 18 giugno 1910 – Exmouth, 8 gennaio 2002) è stato uno statistico britannico che diede importanti contributi all'analisi di dati con caratteristiche spazio-temporali.
È noto anche per i suoi lavori riguardanti la teoria dell'inferenza statistica e l'analisi multivariata.
Nel 1952 la Royal Statistical Society gli assegna la Guy Silver Medal.
Dal 1959 al 1960 è presidente della Manchester Statistical Society.
Dal 1966 al 1967 è presidente della Royal Statistical Society, che  nel 1969 gli assegna la Guy Gold Medal.

## Opere

### Articoli
- (1933) with John Wishart, The distribution of second order moment statistics in a normal system. Proc. Camb. Phil. Soc. 28, 455–459.
- (1933) On the theory of statistical regression. Proc. Royal Soc. Edinburgh 53 260-283.
- (1933) Probability and chance in the theory of statistics. Proc. Royal Soc. London Ser. A 141 518-534.
- (1934) The vector representation of a sample. Proc. Camb. Phil. Soc. 30, 327–340
- (1936) Statistical information and properties of sufficiency. Proc. Royal Soc. London Ser. A 154 124-137.
- (1937) Properties of sufficiency and statistical tests. Proc. Royal Soc. London Ser. A 160 268-282. (reprinted with an introduction by D. A. S. Fraser S. Kotz & N. L. Johnson (eds) Breakthroughs in Statistics, volume 1. Springer, New York. 1992.)
- (1939) A note on tests of significance in multivariate analysis, in Proceedings Cambrdige Philosohical Society
- (1941)  The statistical significance of canonical correlation, in Biometrika
- (1947) The use of transformations, in Biometrics
- (1948) Internal and external factor analysis, in British Journal of Psychiatry
- (1949) Fitting a Straight Line when Both Variables are Subjects to Error, in Biometrics
- (1950) Tests of significance in multivariate analysis, in British Journal of Mahematical and Statistical Psychology

### Libri
- An Introduction to Stochastic Processes, (1955) ISBN 0521041163
- Stochastic Population Models in Ecology and Epidemiology, (1960) ISBN 0416523307
- Essays in Probability and Statistics, (1962) ISBN 0416648800
- Probability, Statistics and Time, (1975) ISBN 0412141507
- The Statistical Analysis of Spatial Patern, (1976) ISBN 0412142902
- Selected Papers of M. S. Bartlett (1989)